# Луксорський храм
| M17 | p · t | O45 | M24 | N21 · Z1 | X1 · O49 |

| M17 | p · t | O45 | M24 | N21 · Z1 | X1 · O49 |

Луксорський храм — руїни центрального храмового комплексу Амона-Ра, на правому березі Нілу, в південній частині стародавніх Фів, в межах сучасного міста Луксор. Символ царської влади й її відновлення від монарха до монарха.

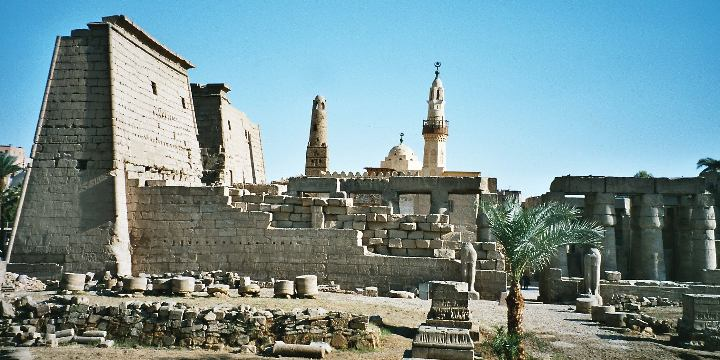

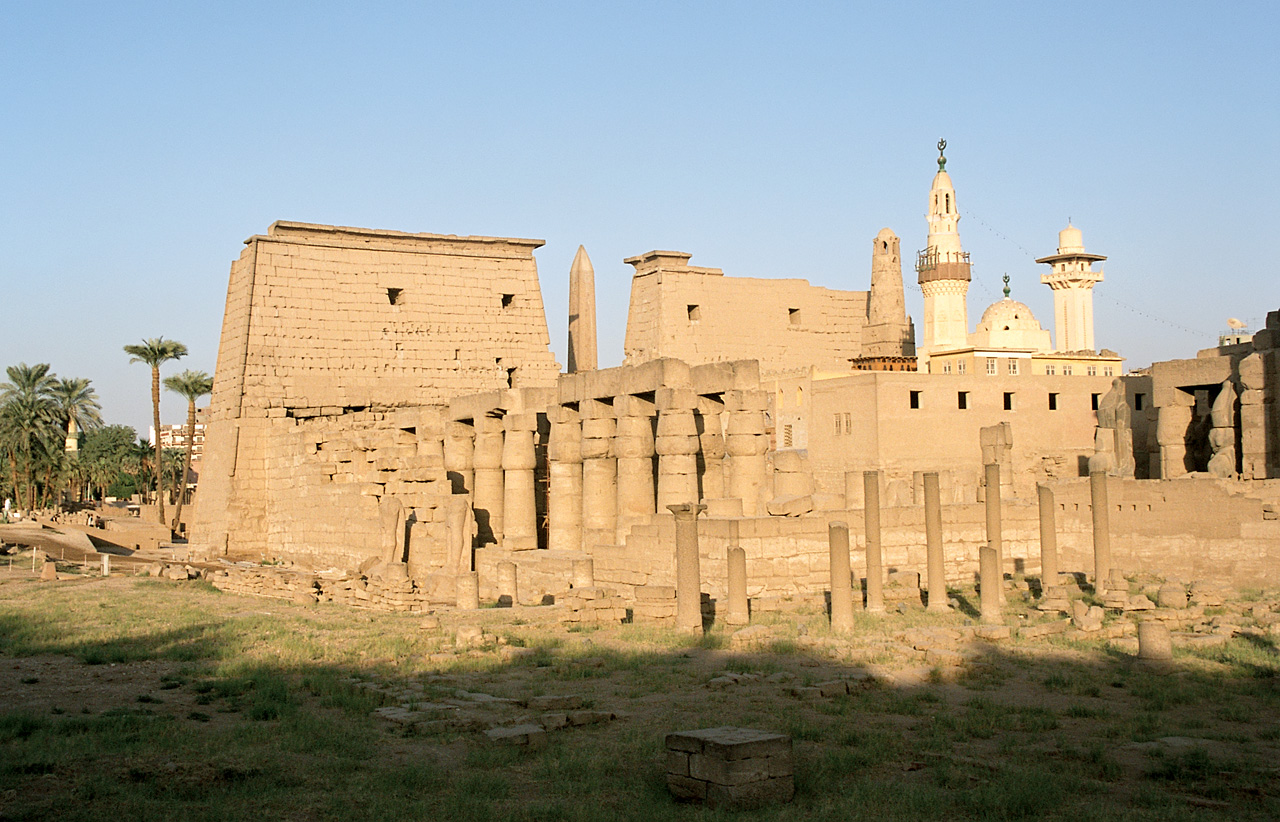
Луксорський храм

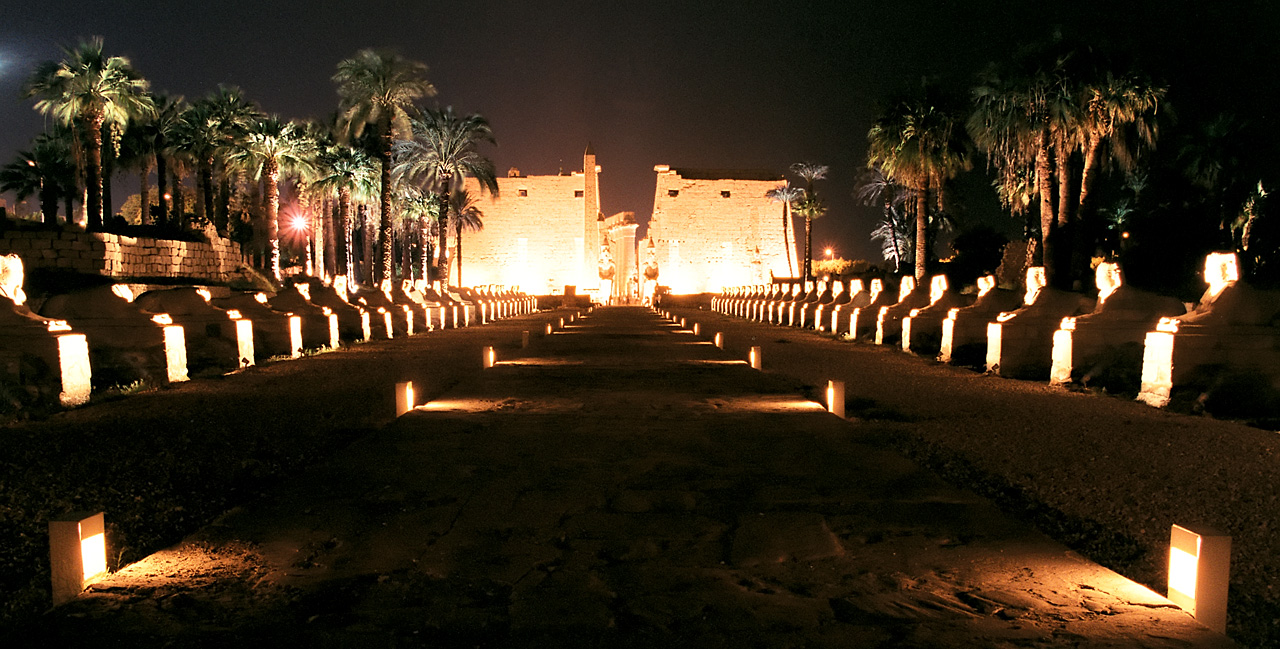
Алея сфінксів і пілони вночі

Храм богів Амона та Мут знаходиться на відстані півгодинної ходьби на північ Карнакского храму, до якого вела мощена алея сфінксів, північний пілон Луксорського храму дещо відхилений на схід від загальної осі. Ця 2-кілометрова велика Алея сфінксів в даний час реставрується і значною мірою вже відновлена.
Найдавніша частина — свята святих, з прилеглими залами, прикрашеними монументальними рельєфами та написами — заснована при Аменхотепі III; перші царі XIX династії додали до півдня двір з 74 колонами, перемежованими статуями фараонів.
Рамсес II прилаштував північний перистиль і пілон і зобразив на зовнішній стороні останнього свої подвиги у війні з хетами; тут же накреслений так званий «епос Пентаура», що прославляє перемогу Рамсеса ІІ в Кадеській битві.
Біля північного входу Луксорського храму — чотири колоса-моноліти і два обеліски, з яких один перевезений в 1830-і в Париж, на площу Згоди. Довжина споруди від входу до самої північної стіни — 260 метрів.

## Галерея

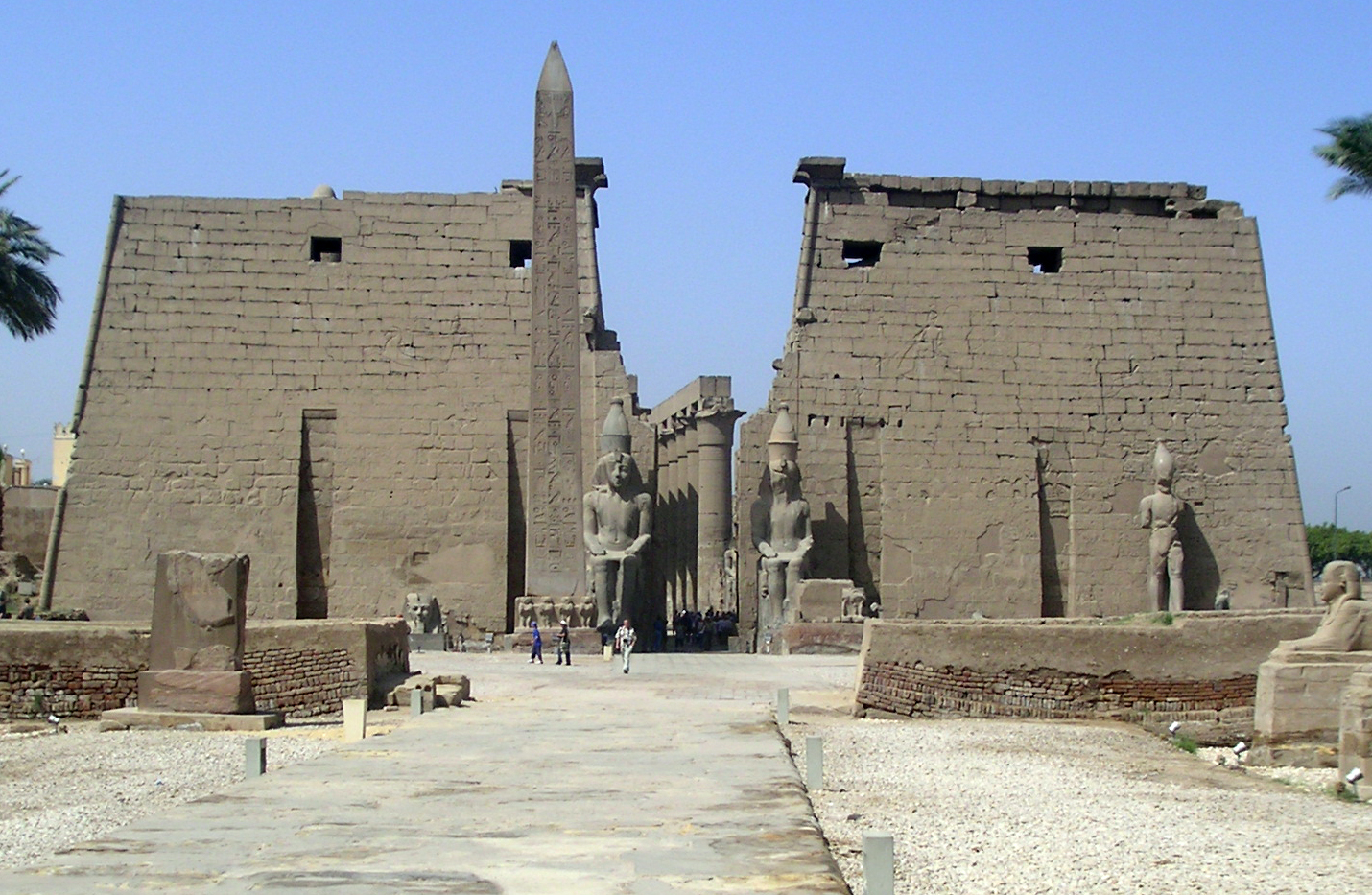
Алея сфінксів і пілони
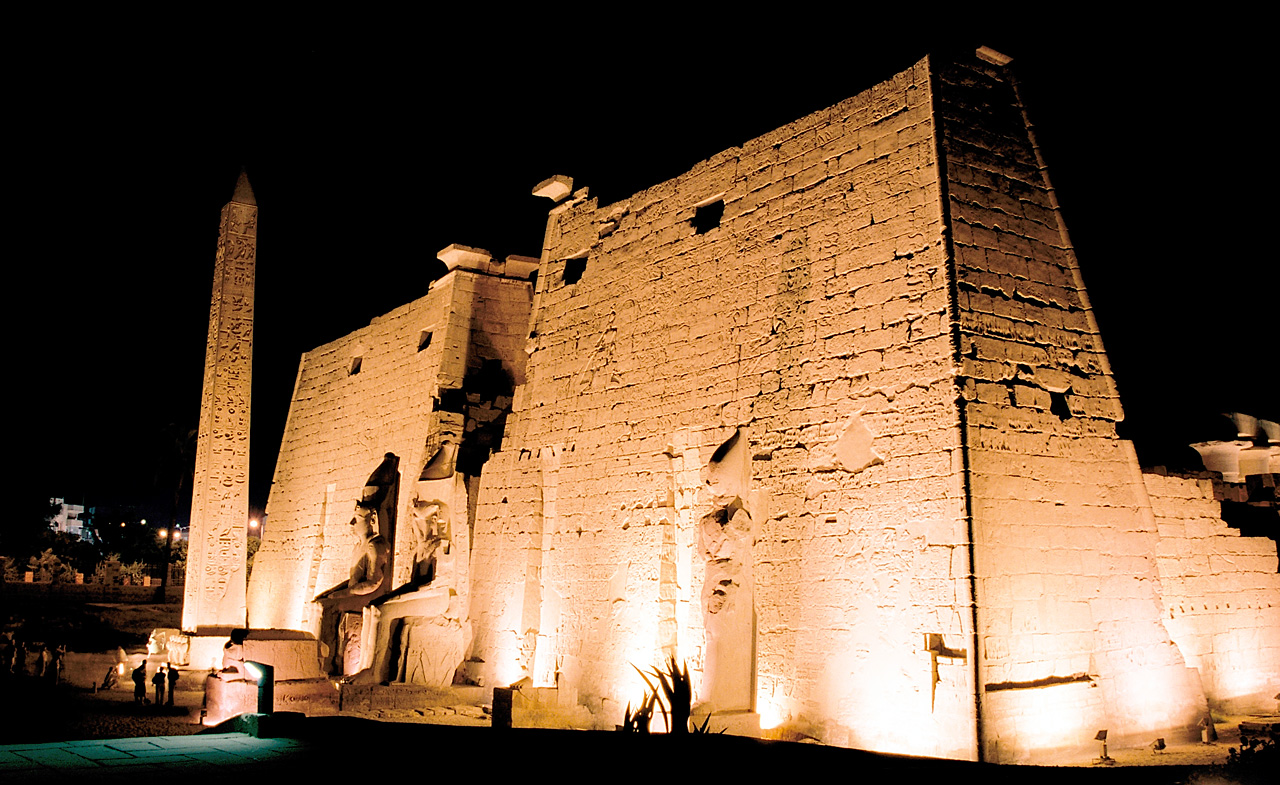
Пілони і обеліск перед входом вночі
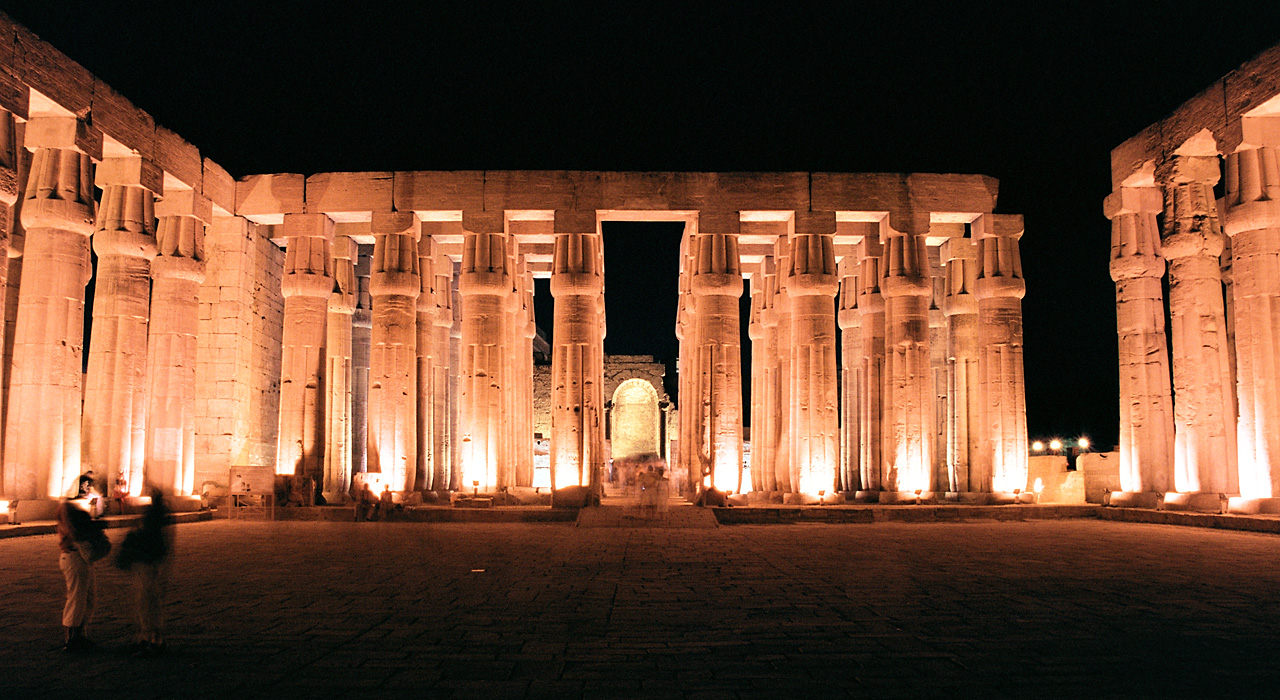
Колони храму вночі
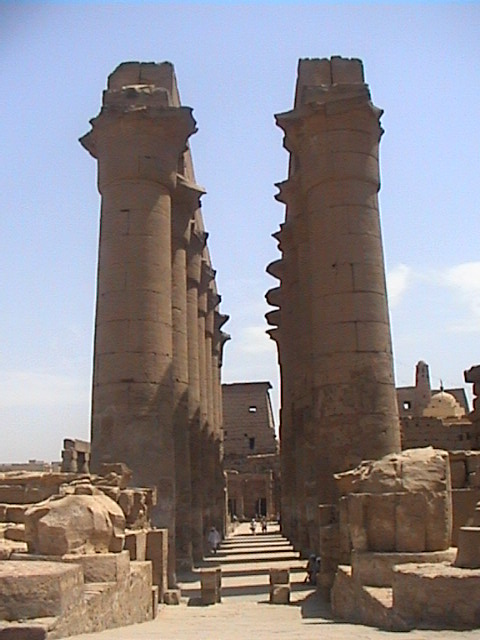
Центральна колонада
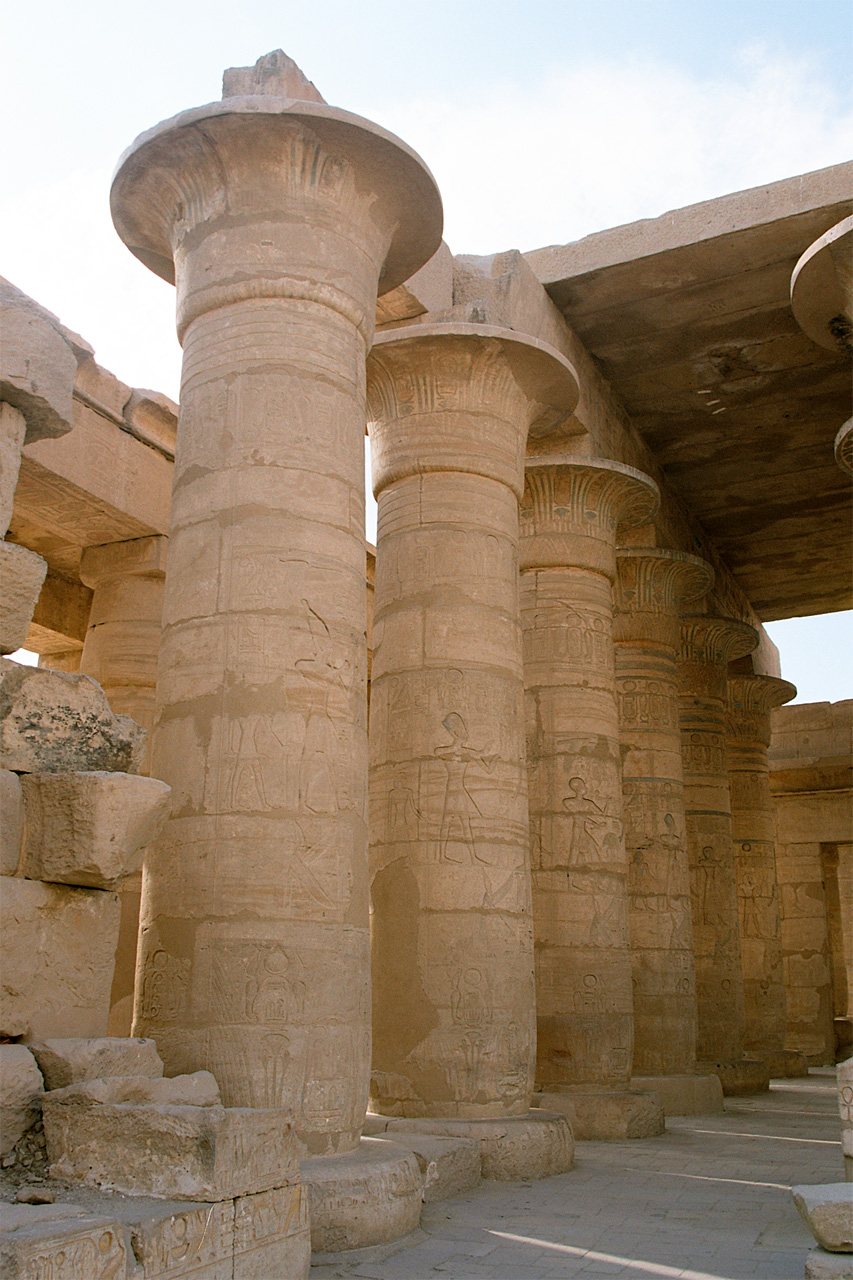
Рамессеум
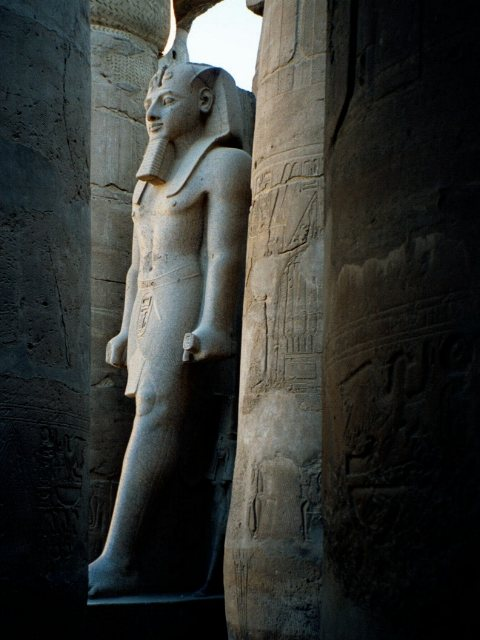
Вхідна статуя Рамзеса II
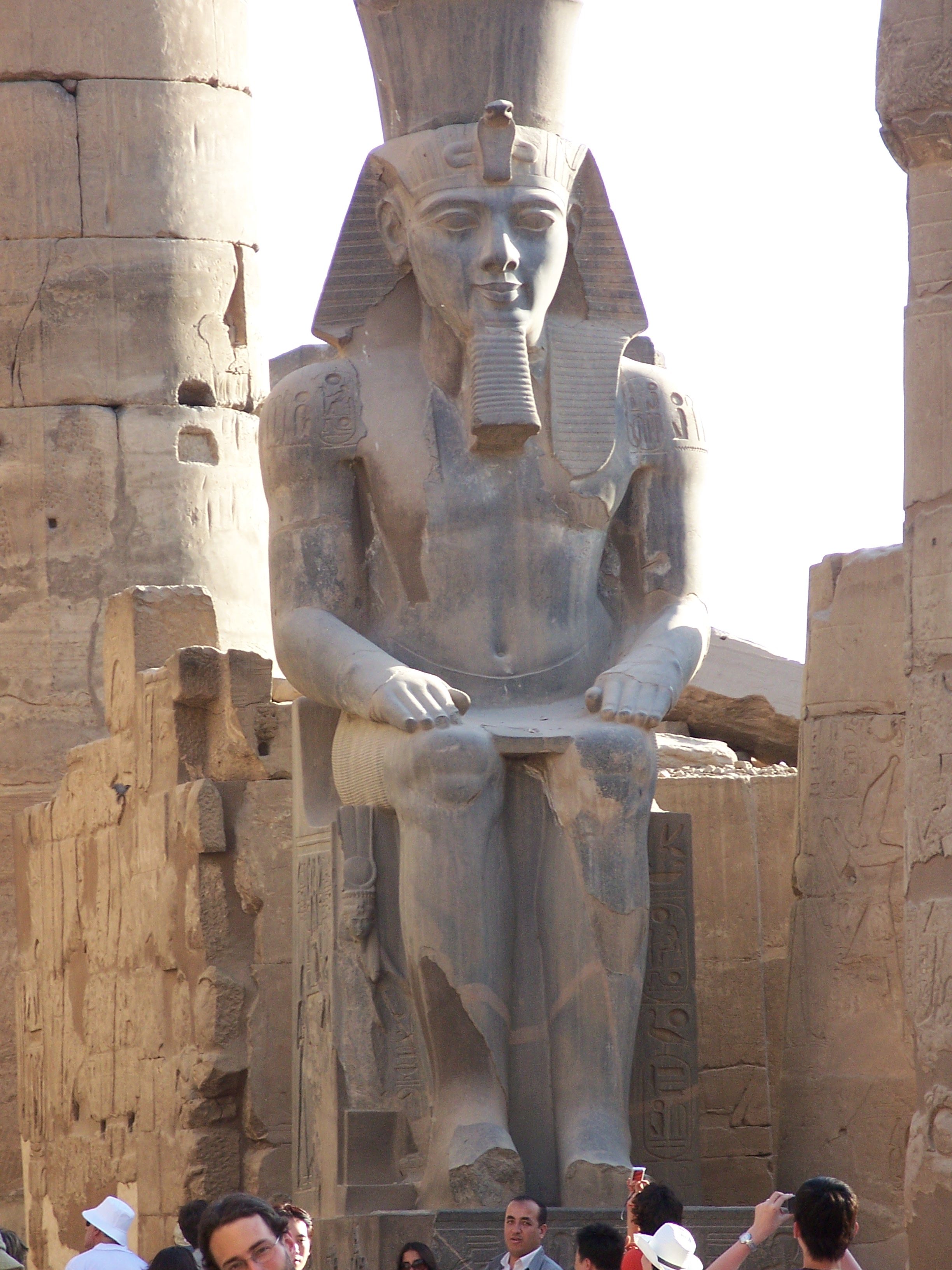
Статуя сидячого Рамзеса II
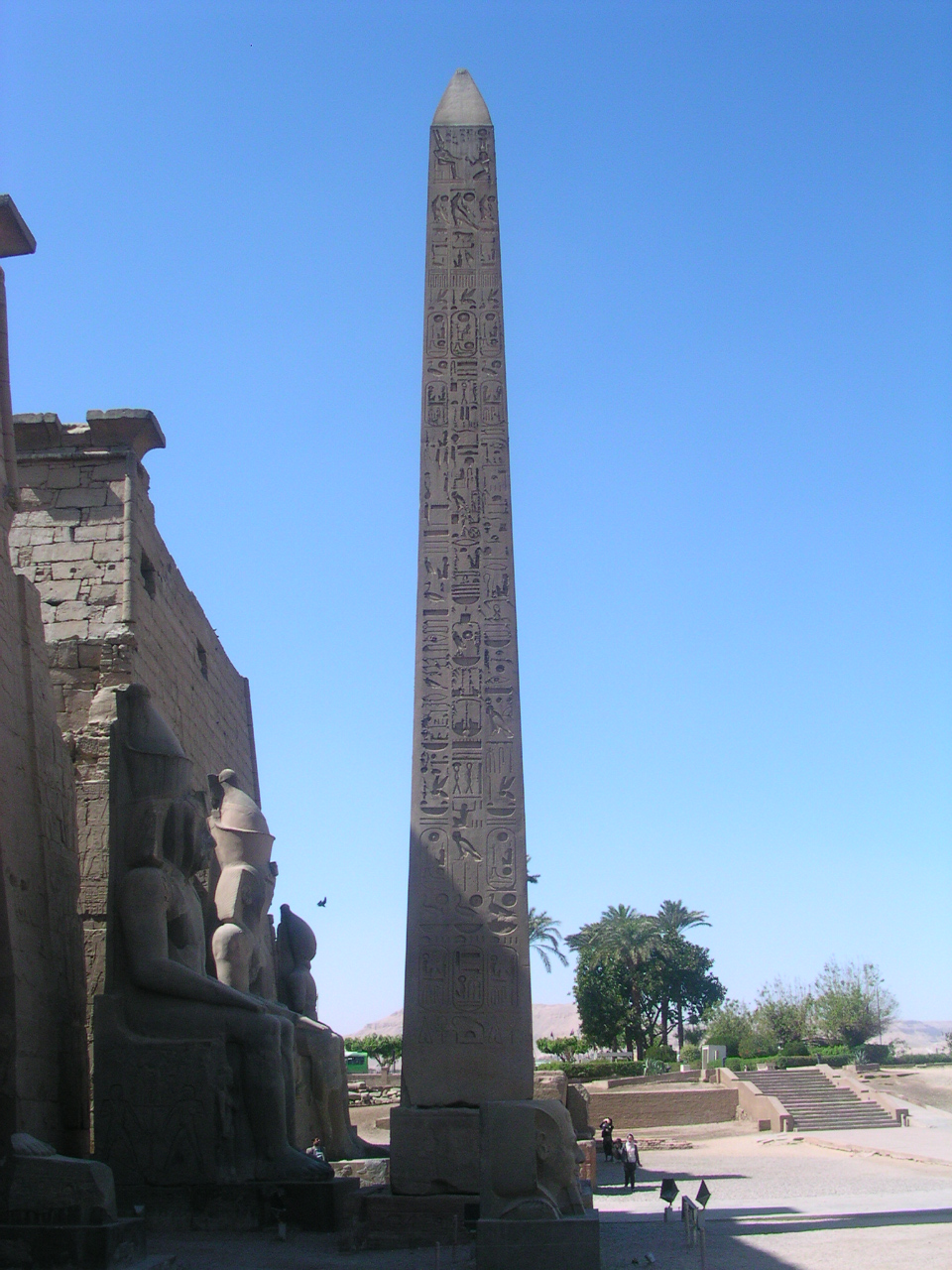
Гранітний обеліск
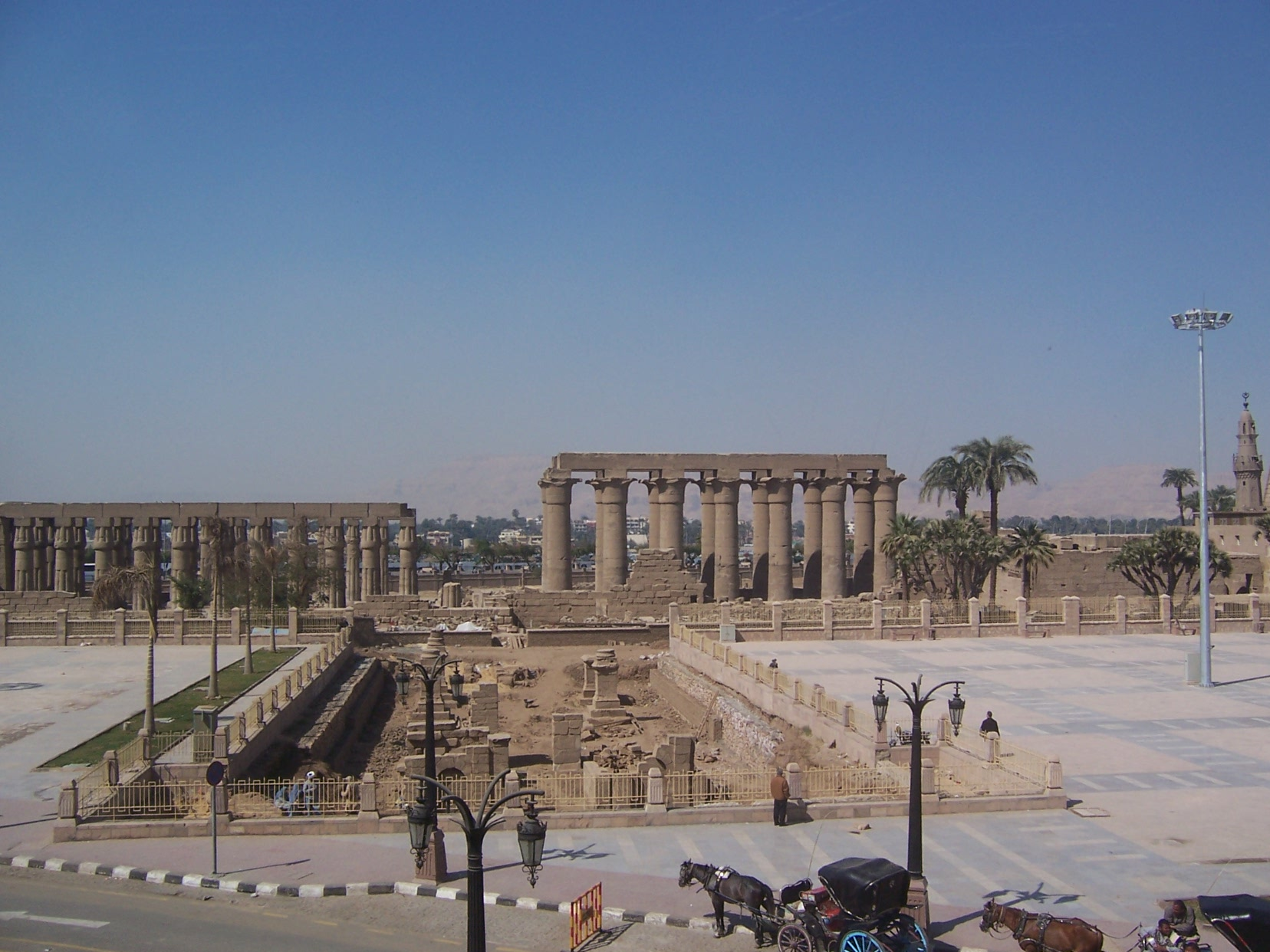
Майданчик перед храмом
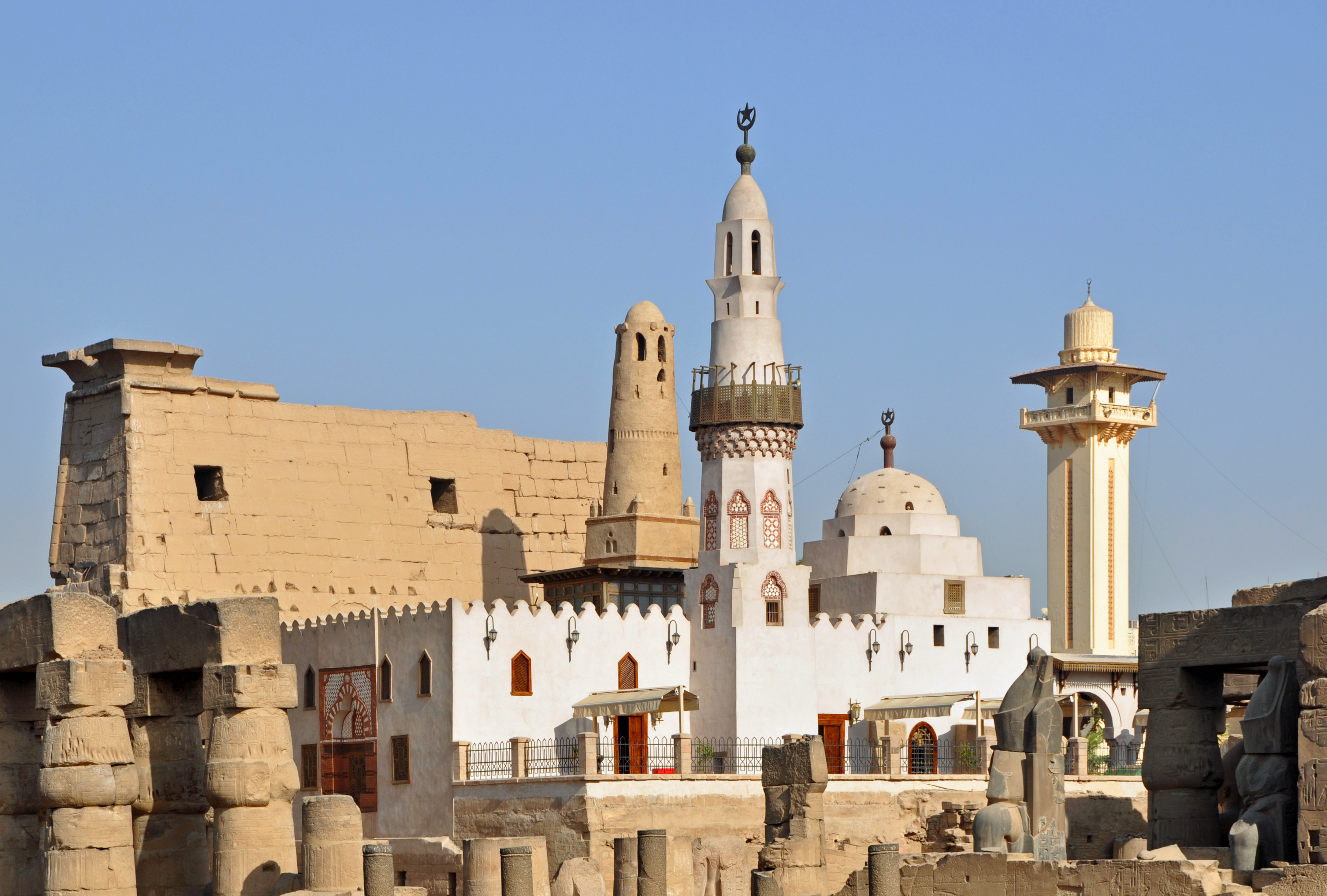
Мечеть Абу-л-Хаггага всередині храму
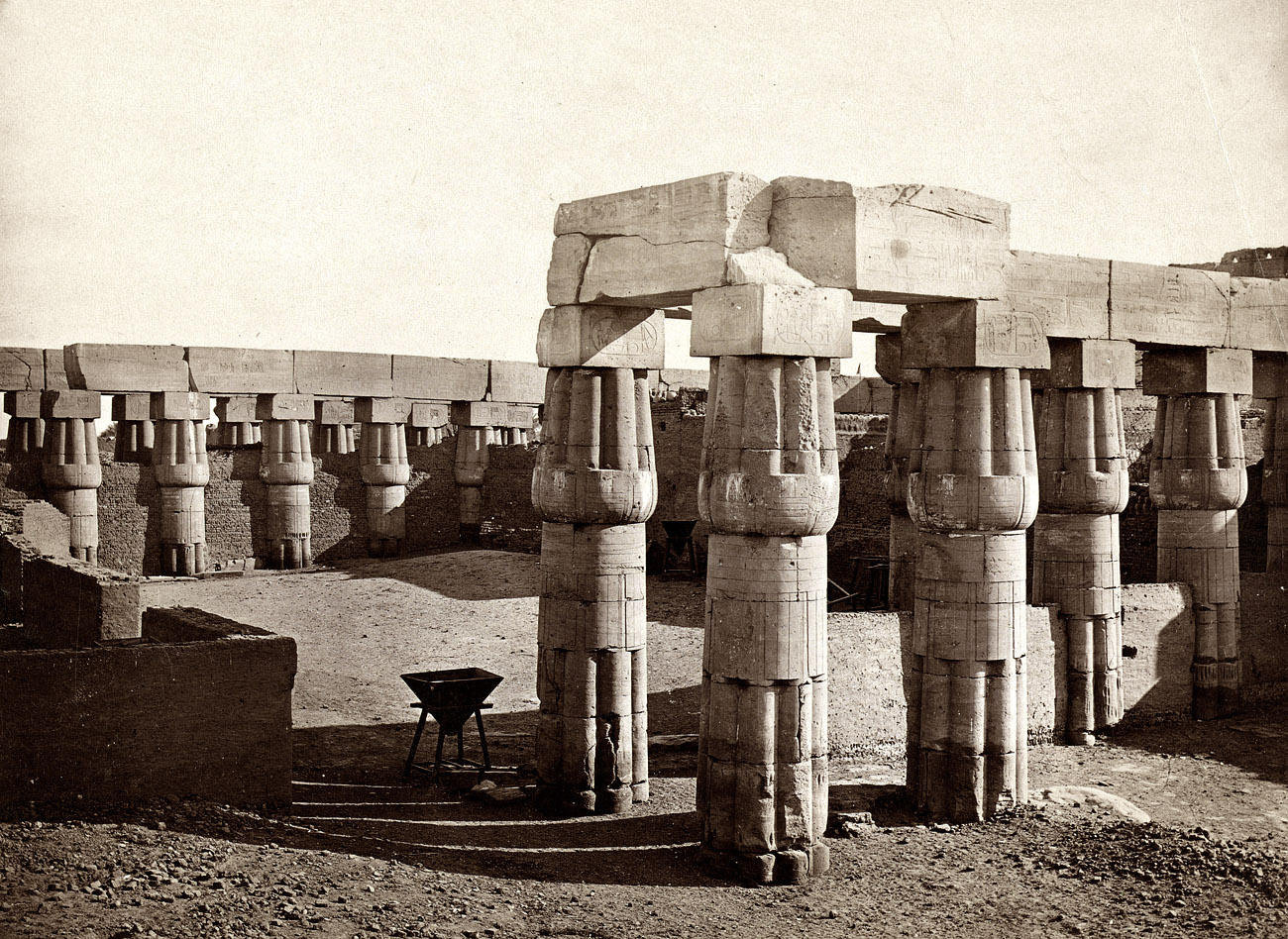
Старовинна фотографія колонного залу Аменхотепа III
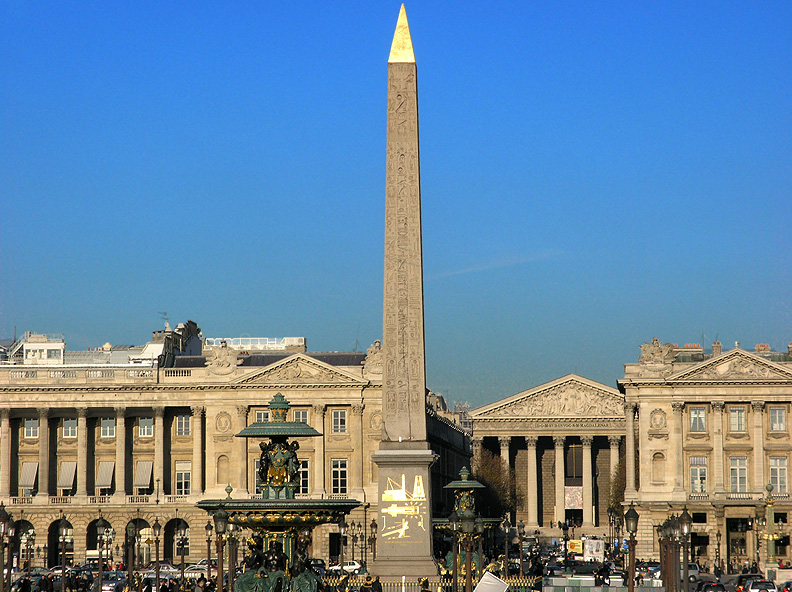
Луксорський обеліск на головній площі Парижа
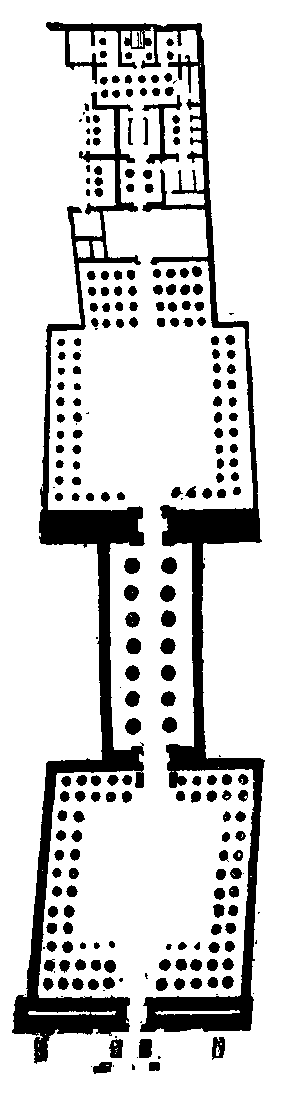
План Храму в Луксорі